# محلل (فیلم)
محلل عنوان فیلم سینمایی کمدی و عاشقانه‌ای به کارگردانی نصرت کریمی است که در سال ۱۳۵۰ بر پایهٔ داستان «محلل» صادق هدایت ساخته شد.

## خلاصهٔ داستان
مردی که بر اثر سوءتفاهم زنش را سه‌طلاقه می‌کند، به دنبال محللی می‌گردد که با زنش ازدواج کند.
موضوع و محوریت اصلی فیلم نگاهی طنز به احکام رجوع رساله دربارهٔ برگشت شوهر به همسر طلاق‌دادهٔ خودش است. این حکم می‌گوید که پس از طلاق سوم، زن به همسر پیشین خود حرام شده و باید با مردی دیگر (محلل یا حلال‌کننده) عقد ازدواج دائم کرده، نزدیکی کرده و بنابر احتیاط واجب فرد محلل انزال شود.

## بازیگران
- نصرت کریمی
- ایرن
- دیانا (اختر کریمی زند)
- رضا کرم‌رضایی
- روح‌الله مفیدی
- رفيع حالتی
- سيما حاجی خانی (نگار)
- ماندانا
- بلورچی
- وحيد
- شهناز

## حاشیه‌ها
بعداز انقلاب ۱۳۵۷ ایران، نصرت کریمی به خاطر ساخت این فیلم، دستگیر شد و چند ماهی را در زندان به‌سر برد. در جریان انقلاب فرهنگی ایران، برای او حکم قطع دست برای نگارش فیلمنامه محلل و اعدام برای ساخت آن صادر شد. اما به دلیل محبوبیت نصرت کریمی و نداشتن فعالیت سیاسی، حکم او به ممنوعیت کاری در سینمای ایران تا پایان عمر کاهش یافت.
مرتضی مطهری نقدی بر این فیلم نوشته است و آن را از دو جنبهٔ قانون اسلامی و تطابق فیلم با واقعیت‌ها و جریان‌های اجتماعی مورد بحث قرار داده‌است. پسر او، علی مطهری، در این باره اظهار می‌دارد که پدرش حتی فیلم را ندیده بود و قضاوت او از فیلم، از روی صدایی بود که اطرافیانش در سالن سینما ضبط کرده بودند. او در این باره گفته است:
«شهید مطهری در آن دوران دربارهٔ فیلم محلل نقد نوشت. البته ایشان فیلم را ندیده بودند، کسانی [که] صدا را ضبط کرده‌اند در سالن سیما، آوردند ایشان شنیدند و نقد نوشتند بر این فیلم. یک روحانی تراز اول، خودش را موظف دانست دربارهٔ فیلمی که سینمای شاه تولید می‌شود نقد بنویسند.»